# Nightflight
Nightflight — музичний альбом гурту Budgie. Виданий у жовтні 1981 року лейблом RCA. Загальна тривалість композицій становить 32:36. Альбом відносять до напрямку хард-рок, важкий метал.

## Список творів
1. «I Turned To Stone» — 6:11
2. «Keeping A Rendezvous» — 3:45
3. «Reaper Of The Glory» — 3:50
4. «She Used Me Up» — 3:17
5. «Don't Lay Down And Die» — 3:35
6. «Apparatus» — 2:52
7. «Superstar» — 3:28
8. «Change Your Ways» — 4:22
9. «Untitled Lullaby» — 1:16